# Ǧ
Cette page contient des caractères spéciaux ou non latins. S’ils s’affichent mal (▯, ?, etc.), consultez la page d’aide Unicode.
Ǧ, la lettre G diacritée d'un caron, est une lettre utilisé dans l'alphabet du same skolt et l'alphabet berbère latin notamment en kabyle et dans certaines translittérations. Il s'agit de la lettre G diacritée d'un caron.

## Linguistique
En same skolt, ǧ sert à représenter une consonne affriquée palatale voisée, noté [ɟ͡ʝ] dans l'alphabet phonétique international.
En lakota, ǧ représente la fricative uvulaire voisée /ʁ/.
Dans l'alphabet berbère, il se prononce /d͡ʒ/.
Il fut également utilisé dans les alphabets tchèque et slovaque jusqu'au milieu du XIXe siècle pour représenter une consonne occlusive vélaire voisée /ɡ/, alors que « g » servait à transcrire une consonne spirante palatale voisée /j/,,.
Certaines translittérations de l'arabe (Arabica, DIN 31635, ISO 233 et ISO 233-2) l'utilisent pour représenter la lettre ﺝ.

## Représentations informatiques
Le G caron peut être représente avec les caractères Unicode suivants :
- précomposé (latin étendu B) :

| formes    | représentations | chaînes de caractères | points de code | descriptions                    |
| --------- | --------------- | --------------------- | -------------- | ------------------------------- |
| capitale  | Ǧ               | Ǧ                     | U+01E6         | lettre majuscule latine g caron |
| minuscule | ǧ               | ǧ                     | U+01E7         | lettre minuscule latine g caron |

- décomposé (latin de base, diacritiques) :

| formes    | représentations | chaînes de caractères | points de code | descriptions                                |
| --------- | --------------- | --------------------- | -------------- | ------------------------------------------- |
| capitale  | Ǧ               | G◌̌                    | U+0047 U+030C  | lettre majuscule latine g diacritique caron |
| minuscule | ǧ               | g◌̌                    | U+0067 U+030C  | lettre minuscule latine g diacritique caron |